# Islote Puntudo
El Islote Puntudo es un pequeño islote ubicado en la costa centro-norte de la Provincia de Santa Cruz (Argentina). Su ubicación geográfica es a 10 kilómetros al oeste de Punta Medanosa, al norte de Bahía Desvelos, y se encuentra separado del continente por un estrecho canal de no más de 150 metros de ancho. Se trata de un islote rocoso de 500 metros de largo máximo en sentido norte-sur por 120 metros de ancho máximo en sentido este-oeste, el mismo sobresale pocos metros sobre el nivel del mar. 
En esta isla existe una colonia no repoductiva de lobo marino de un pelo (Otaria flavescens). También existen colonias de cría de cormorán imperial (Phalacrocorax atriceps).  A partir de esta colonia se han generado acumulaciones de guano (que se estiman podrían llegar a 30 toneladas por temporada).